# سینت نیکولاس‌خا
نیکولاسگا (به هلندی: Sint Nicolaasga) یک منطقهٔ مسکونی در هلند است که در دانیاسلند واقع شده‌است. نیکولاسگا ۳٬۳۳۰ نفر جمعیت دارد.